# Alice Wu
Alice Wu (Em chinês: 伍思薇 ; nascida em 21 de abril de 1970)  é uma diretora de cinema e roteirista estadunidense. Em seus filmes (Saving Face e The Half of It), os personagens principais são americanos descendentes de chineses. Para o filme Saving Face, várias produtoras se ofereceram para comprar o roteiro do filme, mas Wu optou por não vendê-lo para manter um retrato autêntico da comunidade taiwanesa-americana. Além de protagonistas asiáticos, seus filmes também costumam explorar a vida de personagens intelectuais da comunidade LGBT feminina.

## Vida
Alice Wu nasceu em San Jose, Califórnia, filha de pais imigrantes de Taiwan. Sua família acabou se mudando para Los Altos, Califórnia, onde se formou na Los Altos High School em 1986. Wu se matriculou no Instituto de Tecnologia de Massachusetts com 16 anos de idade. Mais tarde, transferiu-se para a Universidade de Stanford onde obteve o bacharelado em ciência da computação em 1990 e o mestrado em ciência da computação em 1992. Antes de se tornar  cineasta, Wu trabalhou como engenheira de software para a Microsoft em Seattle.

## Carreira
Enquanto trabalhava na Microsoft, Wu começou a escrever um romance. Após decidir que a história funcionaria melhor como filme, ela se inscreveu para um curso de roteiro de 12 semanas na Universidade de Washington, no qual escreveu o roteiro de seu primeiro longa-metragem.Wu então deixou o mundo corporativo, se mudou para a cidade de Nova York e seguiu a carreira de cineasta em tempo integral.

### Saving Face(2005)
Incentivada por seu professor de roteiro, deixou a Microsoft no final dos anos 1990 para tentar transformar o roteiro de seu primeiro longa-metragem, Saving Face, em um filme, dando a si mesma cinco anos para conseguir. A produção havia começado quando ela alcançou o quinto ano. Em 2001, o roteiro de Saving Face ganhou o prêmio de roteiro da Coalition of Asian Pacifics in Entertainment.
Saving Face foi lançado em 2005. O filme foi inspirado nas suas próprias experiências como mulher lésbica na comunidade taiwanesa americana. Alice Wu disse que gostaria que o público saísse do filme "com este sentimento de que, não importa quem eles sejam, gays ou heterossexuais e independente da sua composição cultural, se há algo que eles secretamente queiram, podendo esse sentimento ser de que eles poderiam ter aquele grande amor ou seja o que for, nunca é tarde demais para alcançá-lo. Quero que eles [público] saiam do cinema com uma sensação de esperança e possibilidade." Alice teve dificuldades com sua identidade sexual e a sua revelação como lésbica para mãe levantou diferenças de opiniões sobre o assunto, o que levou a uma desavença entre as duas .
Em uma entrevista com Jan Lisa Huttner, Wu observou que nem todo o seu público era feminino, asiático ou lésbico. Ela achou "altamente incomum" que "você pode pegar um grupo que parece tão específico e torná-los universalmente humanos".
O filme teve influência de ambas comunidades, lésbica e chinesa e se concentra fortemente nos desafios enfrentados dentro da comunidade chinesa-americana, lidando com questões do papel da mulher e da identidade lésbica. Wu também explora as relações entre mães e filhas por meio do retrato da relação entre a personagem principal  e sua mãe. Embora ela afirme que a personagem principal do filme não é um retrato autobiográfico de sua vida real, foi em parte uma forma de fornecer uma representação positiva para sua própria mãe.
O filme teve sua estreia mundial no Festival Internacional de Cinema de Toronto de 2004, e sua estreia nos Estados Unidos no Festival de Cinema de Sundance de 2005. A Sony Pictures Classics lançou o filme em maio de 2005.

### "Rascunho"
Depois de trabalhar em seu primeiro longa-metragem, Wu posteriormente trabalhou em um filme baseado nas memórias de Rachel DeWoskin, Foreign Babes in Beijing: Behind the Scenes of a New China. O filme, no entanto, não passou da pré-produção.
Em 2008, ela vendeu um pitch  para a ABC chamado "Foobar" com base em suas experiências de trabalho como mulher no mundo da tecnologia.

### Você nem Imagina(2020)
Wu é a roteirista, diretora e produtora do filme da Netflix, Você nem Imagina (The Half of It) . O roteiro apareceu na Lista Negra (pesquisa) em 2018. O filme é uma comédia romântica que segue uma adolescente chinesa que mora nos EUA, enquanto ela ajuda um garoto a conquistar sua paixão, por quem ela também tem um interesse romântico. O filme é estrelado pela atriz Leah Lewis (Charmed 2018), Daniel Diemer, e Alexxis Lemire nos papéis principais. É o primeiro grande filme de Wu desde o lançamento de Saving Face em 2005. O filme foi anunciado em abril de 2020 como o vencedor do Prêmio dos Fundadores de Melhor Longa Narrativa no Festival de Cinema Tribeca de 2020.

## Prêmios e honras
Em março de 2005, Saving Face foi o filme de abertura no Festival Internacional de Filmes Asiático-Americanos de San Francisco. Mais tarde naquele ano, Alice recebeu o prêmio Visionary no Festival de Cinema Asiático de San Diego para comemorar sua estreia na direção de Saving Face, e foi indicada na categoria de diretor revelação no Gotham Independent Film Awards, embora não saído vencedora. Em 2006, Saving Face foi indicado ao GLAAD Media Awards.
Em abril de 2020, Você nem Imagina (The Half of It) ganhou o Prêmio Fundadores de Melhor Longa Narrativa (na categoria Competição de Narrativa dos EUA) no Festival de Cinema Tribeca de 2020.
Em junho de 2020, em homenagem ao 50º aniversário da primeira parada do Orgulho LGBTQ+, a publicação LGBT+ Queerty, a nomeou entre os cinquenta heróis “liderando a nação em direção à igualdade, aceitação e dignidade para todas as pessoas”.

## Vida pessoal
Wu é lésbica e chegou a essa conclusão durante um curso de estudos feministas em Stanford. Acineasta revelou sua sexualidade para sua mãe durante uma conversa (em mandarim) sobre as aulas de Stanford. Apesar de sua mãe não ter aceitado muito bem no início, após dois anos de silêncio, as duas voltaram a se falar. "Eu acho que ela entendeu que eu estarei lá pra ela, que eu era a filha dela, e ser homossexual não mudaria isso".

## Filmografia
| Ano  | Título           | Posição                        |
| ---- | ---------------- | ------------------------------ |
| 2005 | Saving Face      | Escritora e diretora           |
| 2020 | Você nem Imagina | Escritora, diretora, produtora |
| 2020 | A caminho da lua | Escritora                      |
| TBA  | Mixtape          | Escritora                      |